# Sri Gading (Bayung Lencir)
Sri Gading is een bestuurslaag in het regentschap Musi Banyuasin van de provincie Zuid-Sumatra, Indonesië. Sri Gading telt 1702 inwoners (volkstelling 2010).